# Remko Pasveer
Remko Jurian Pasveer (sinh ngày 8 tháng 11 năm 1983) là một cầu thủ bóng đá người Hà Lan hiện thi đấu ở vị trí thủ môn cho câu lạc bộ Ajax và đội tuyển quốc gia Hà Lan.